# 雅砻江
29°54′28″N 99°59′33″E / 29.9077755°N 99.992514°E
雅砻江（藏語：ཉག་ཆུ，威利转写：nyag chu，藏语拼音：Nyag Qu），古称若水、泸水，是长江宜宾市以上最大支流，也是长江上最长的支流。雅砻江发源于青海省巴颜喀拉山南麓，至四川省攀枝花市倮果注入金沙江（长江）。雅砻江干流全长1637千米，流域地跨四川省、青海省、云南省三省29个县市，是以藏、汉、彝为主的多民族地区。流域内水量丰沛，落差集中，水能蕴藏量大，为中国水电“富矿”之一，进入1990年代后逐步开发，并引起诸多争议。

## 地理概况

### 干流
雅砻江发源于巴颜喀拉山系尼彦纳克山与冬拉岗岭之间，冰雪融水形成上游“扎曲”。流经四川石渠附近時称为雅砻江。经过石渠后进入甘孜境内，然后在横断山脉峡谷中蜿蜒前行。最终由攀枝花进入金沙江。

### 水文数据
干流全长：1637千米；流域面积：128444平方千米；总落差：4420米；多年平均流量（河口）：1914立方米/秒；径流量：604亿立方米。

### 地质构造
雅砻江流域涉及3个地质构造单元，上中游广大地区属甘孜阿坝褶皱带，分布着极厚的中上三叠纪浅变质岩系，砂岩、板岩构成北西-南东向紧密褶皱，褶皱轴部及断层带中有少量二叠纪灰岩分布，并有零星燕山期花岗岩出露。下流干流及西地区属雅砻江折断带，为一系列东北向断层分割的断块，出露着下古生界至上古生界的碳酸岩类、浅变质岩、玄武岩等。下游东部安宁河地区，属康滇台背斜段的一部分，主要由前震旦纪花岗片府岩和变质岩类构成背斜基廊，基本构造线为南北向，周围有部分志留泥盆纪砂板岩、石灰岩及侏罗纪砂质岩。

### 气候
主要受高空西风大气环流及西南季风的影响，又因地形高差与南北维度变化大，形成平面变化和垂直变化都大的特点，造成流域内十分复杂的气候条件，北部高原为干冷大陆性气候，流域中部和南部为干湿分明的亚热带气候，气候垂直变化也十分明显，同一地区山上阴湿多雨气温低，河谷地带则晴朗少雨且气温高，出现“一山有四季，十里不同天”的景象。

### 主要支流
- 鲜水河
- 力丘河
- 理塘河
- 九龙河
- 安宁河

## 水电开发

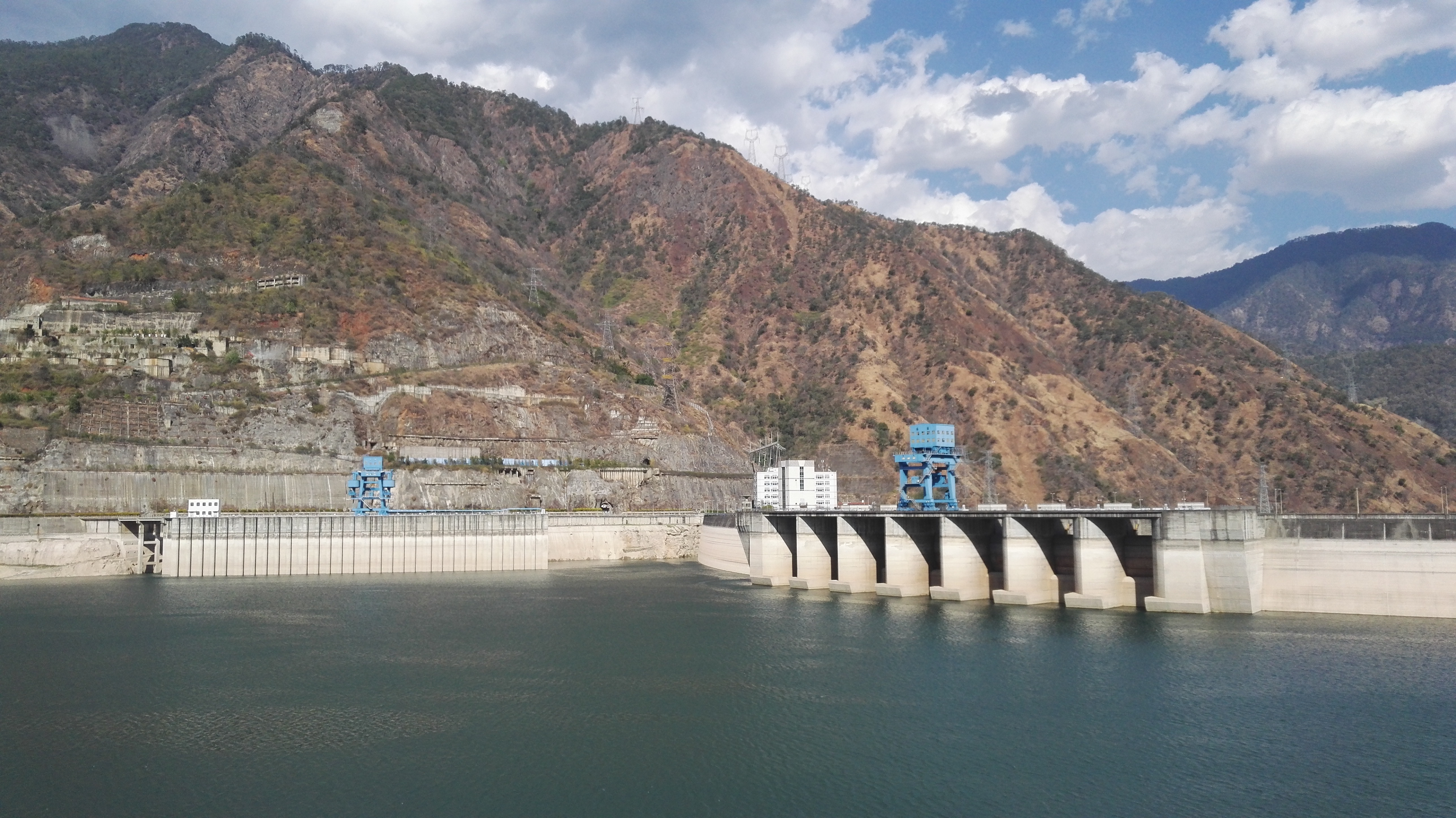
二滩水电站

雅砻江干流上规划建设23级水电站，按逆流而上顺序依次为：
- 桐子林水电站 – 已建成，60万千瓦
- 二滩水电站 – 已建成，330万千瓦
- 官地水电站 – 已建成，240万千瓦
- 锦屏二级水电站 – 已建成，480万千瓦
- 锦屏一级水电站 – 已建成，360万千瓦
- 卡拉水电站 – 建设中，106万千瓦
- 杨房沟水电站 – 已建成，220万千瓦
- 孟底沟水电站 – 建设中，170万千瓦
- 楞古水电站 – 规划中，230万千瓦
- 牙根水电站 – 规划中，150万千瓦
- 两河口水电站 – 已建成，300万千瓦[1]
- 龚坝沟水电站 – 规划中，50万千瓦
- 共科水电站 – 规划中，40万千瓦
- 新龙水电站 – 规划中，50万千瓦
- 英达水电站 – 规划中，50万千瓦
- 通哈水电站 – 规划中，20万千瓦
- 格尼水电站 – 规划中，20万千瓦
- 阿达水电站 – 规划中，25万千瓦
- 热巴水电站 – 规划中，25万千瓦
- 仁青岭水电站 – 规划中，30万千瓦
- 温波寺水电站 – 规划中，15万千瓦
- 达尼坎多水电站 – 规划中，0.72万千瓦
- 仰日水电站 – 规划中，0.1万千瓦

## 沿岸县市
按逆流而上的顺序排列
- 攀枝花市
- 盐边县
- 雅江县
- 新龙县
- 甘孜县